# 第1野戦軍
第1野戦軍（だいいちやせんぐん、第一野战军）は、国共内戦時代の中国人民解放軍の方面軍・軍集団級の部隊。前身の西北野戦軍以来、彭徳懐が司令員を務めている。

## 成立
1949年2月1日、中国共産党中央軍事委員会が1948年11月1日に発布した「全軍組織及び部隊番号の統一規定」と1949年1月15日付各野戦軍番号の序数排列への改称に関する決定に従い、西北野戦軍は、中国人民解放軍第1野戦軍に改称された。
同年11月30日に、中共中央軍事委員会の決定により、第1野戦軍と西北軍区が統合され、中国人民解放軍第1野戦軍兼西北軍区に改称された時、彭徳懐が司令員、習仲勲が政治委員となった。

## 指揮官
1949年2月1日現在。
- 司令員兼政治委員：彭徳懐
- 副司令員：張宗遜
- 副司令員：趙寿山
- 参謀長：閻揆要
- 政治部主任：甘泗淇
- 副参謀長：王政柱
- 副参謀長：李夫克
- 政治部副主任：張徳生

## 編制
西北野戦軍所属の各縦隊は各々第1～第8軍（第5軍欠）に、騎兵第1、第2旅は騎兵第1、第2師に改称された。1949年2月現在で、総兵力15万5千人。第7軍と第8軍は、晋中と晋綏地区に留まり作戦を行った。5月、第8軍と綏蒙軍区と統合され、綏遠軍区となり、華北軍区に隷属した。
1949年5月現在、第1野戦軍は、2個兵団、6個軍から成った。
- 第1兵団 - 司令員兼政治委員王震
  - 第1軍
  - 第2軍
  - 第7軍
- 第2兵団 - 司令員許光達、政治委員王世泰
  - 第3軍
  - 第4軍
  - 第6軍

西北解放戦争の加速のため、中共中央軍事委員会の決定に基づき、6月、第18兵団と第19兵団が第1野戦軍に編入された。
- 第18兵団 - 司令員兼政治委員周士第
  - 第60軍
  - 第61軍
  - 第62軍
- 第19兵団 - 司令員楊得志、政治委員李志民
  - 第63軍
  - 第64軍
  - 第65軍

この時点で、第1野戦軍の総兵力は、34万4千人に達した。この間、第1野戦軍は、春季戦役と陝中戦役を発動し、西安及び陝西中部を解放していた。

## 活動
第1野戦軍は、西北部解放のため、7月に進軍を開始した。9月までに、扶眉戦役、隴東追撃戦と蘭州、寧夏、河西戦役を前後して発動し、胡宗南集団を撃破して秦嶺に退却せしめ、国民党西北軍政長官馬歩芳と副長官馬鴻逵の部隊を全滅させ、陝西、甘粛、寧夏、青海4省を解放した。9月25日～26日、国民党新疆警備総司令陶峙岳と新疆省政府主席鮑爾漢が起義を申し出、新疆は平和的に解放された。10月10日～11月初め、王震司令員は、空輸と徒歩行軍方式で、第1兵団部と第2、第6軍を新疆に進駐させた。11月26日～12月中旬、第18兵団及び第7、第19軍は、賀竜の指揮の下、秦嶺以南で胡宗南の部隊を追撃し、武都、漢中、安康地区を解放した。これにより、西北5省全てが解放された。その後、賀竜は、第18兵団を指揮して、第2野戦軍と協同で四川に進軍し、西南軍区に配属された。
1949年11月30日、中共中央軍事委員会の決定により、第1野戦軍と西北軍区が統合され、中国人民解放軍第1野戦軍兼西北軍区に改称された。彭徳懐が司令員、習仲勲が政治委員、張宗遜、趙寿山が副司令員、甘泗淇が副政治委員兼政治部主任、閻揆要が参謀長、王政柱、韓練成が副参謀長、張徳生が政治部副主任に任命された。この時点で、第1野戦軍は、第1兵団（新疆軍区兼務）、第2兵団（甘粛軍区兼務）、第19兵団（陝西軍区兼務）、第1軍（青海軍区兼務）及び第65軍（寧夏軍区兼務）を管轄した。
並行して、以下のような若干の組織変更が行われた。
- 1949年9月 - 国民党甘粛省保安副司令兼師管区司令周祥初の起義部隊を中国人民解放軍西北独立第1軍に改編
- 1949年9月 - 国民党軍第81軍起義部隊を中国人民解放軍西北独立第2軍に改編
- 1949年12月 - 国民党軍第119軍を中国人民解放軍西北独立第3軍に改編
- 1949年12月下旬 - 新疆の国民党軍起義部隊を中国人民解放軍第22兵団（司令員陶峙岳、政治委員王震。第9軍と騎兵第7、第8師を管轄）に改編
- 1950年1月 - 新疆で革命闘争を行っていた民族部隊を中国人民解放軍第5軍に改編

## 消滅
1950年4月、中共中央軍事委員会の決定に基づき、第1野戦軍と兵団番号が取り消され、所属部隊は、西北軍区配属となった。